# 月刊タウン情報ひろしま
月刊タウン情報 ひろしま（げっかんタウンじょうほうひろしま）は、広島県を対象地域とする月刊のタウン情報誌。略称は「TJ Hiroshima」（ティージェイ ヒロシマ）。

## 概要
1977年に創刊。発売日は毎月25日。中国電力グループのアドプレックスが発行している。以前はアドプレックス(旧・産興)の100%子会社であった(株)ひろしまタウン情報が発行していたが、2007年2月合併に伴い現在の状況になった。
地元の最新情報を扱うほか、広島テレビ放送や同じ中国電力グループのひろしまケーブルテレビとのコラボレーション企画、地元スポーツ3団体である広島東洋カープ・JTサンダーズ広島・サンフレッチェ広島の特集が組まれている。
また、サンフレッチェ広島オフィシャル季刊誌である「ASSIST」および「オフィシャルイヤーブック」も当編集室で編集されている。さらには同クラブにはアドプレックスが「Tj Hiroshima」名義で練習用ユニフォームスポンサーをしている。
2000年、誌名を「月刊タウン情報ひろしま」から「TJ Hiroshima」に変更。
2018年12月号で通巻500号を迎えた。

## 出演
編集長 阿南征士
- テレビ派 水曜(月1回)コーナー「たべciaoひろしま」（2018年4月 - 2019年3月、広島テレビ）
  - テレビ派 コーナー『水曜日のなにナニ?』「TJ Hiroshima サキダシ」（2017年4月 - 2018年3月、広島テレビ）第2水曜（月1回）
  - テレビ派 コーナー「阿南編集局長のぐるめ手帳」
  - 旬感テレビ派ッ!プラス（広島テレビ）
  - 旬感テレビ派ッ! コーナー「プラス タウン情報」（広島テレビ）
- 「辞令は突然に…」third season 〜奥様はフリーライター編〜（2016年12月1日、日本テレビ）
- Dearボス 〜トップの秘密のぞき見バラエティ〜（2018年4月29日・5月6日、広島テレビ）

## 出身者
- 山近義幸（ザメディアジョン）[6]
- 山口泰利（デジタル・ワン）[6]
- 和田裕文（トークオフィス）[6]

## 編集長

### 編集長
- 阿南征士

### 元編集長
- 山根尚子